# Bretzenheim (Moguncja)
Bretzenheim, Mainz-Bretzenheim – okręg administracyjny Moguncji, w Niemczech, w kraju związkowym Nadrenia-Palatynat. W czerwcu 2024 roku okręg zamieszkiwało 20 011 mieszkańców.